# 革命总部

革命总部旗帜

革命总部（土耳其語：Devrimci Karargâh）是土耳其的一个已不存在的马列主义组织。
该组织第一次为公众所注意是2009年4月，它的一些成员参与了伊斯坦布尔的一次与警察对垒的长达6小时的枪战，导致一名警察、一名旁观者以及该组织的领导人Orhan Yılmazkaya死亡。同年9月，该组织的20名成员被捕。该组织还宣称对2008年9月土耳其境内发生的一系列炸弹袭击负责。2017年2月，该组织并入革命公社社员党。
该组织可能曾成功渗透入国家情报组织。该组织的成员参加了罗贾瓦的国际自由营中的联合自由力量。该组织是人民联合革命运动的成员。
2017年2月，该组织并入革命公社社员党。